# Добрић (Шабац)
Добрић је насеље у Србији у општини Шабац у Мачванском округу. Према попису из 2022. било је 867 становника.
Добрић - село под гором, Село Добрић кап воде у рекама Србије само су неки од назива књига о овом селу, на граници брежуљкасте Поцерине и равне Мачве, на надморској висини од 94 до 155 метара, сконцентрисаном на левој и десној страни пута Шабац- Радовашница- планина Цер.
У историјским документима село се помиње први пут 1521. године.

## Галерија
- Дом културе
- Споменици у центру села
- Зграда школе
- Зграда школе
- Зграда поште

## Настанак села
О постанку села, у Летопису сеоске цркве записано је, а тако и предање говори, да су се у старо време у село доселила два брата Добросав и Богосав. Они су неколико година живели заједно, па се Богосав одсели мало даље од Добросава. По имену Добросава прозове се данашње село Добрић, а по имену Богосава садашње село Богосавац.
Желећи да се Србија што више насели, кнез Милош Обреновић је преко свог најмлађег брата Јеврема, господара Шапца (1816-1831) и Шабачке нахије, наредио Марку Штитарцу, кнезу од Мачве и Поцерине да прима све који долазе из крајева под Турцима, да их узима у своју заштиту и насељава у Поцерини. Тако је Добрић постао стециште свих оних који су морали од некога да се склањају, а Марко Штитарац их је узимао за своје пандуре.
Под командом Марка Штитарца село се насељавало у шорове који и данас постоје.
Најаутентичнији запис од селу налази се у Летопису цркве у Добрићу (изграђена 1827. године на темељима две раније спаљене цркве брвнаре(прва саграђена од стране Турака (другу спалили босански Турци)(од којих је прва саграђена 1651. године). Овај Летопис је започео веома образовани парох Добривоје Мандић (завршио је богословско-учитељску школу и филозофски факултет) када је рукоположен 1926. године.
Летопис је у оригиналу пренет у монографији „Село Добрић - кап воде у рекама Србије“ (2007), аутора проф. др Слободана И. Марковића пореклом из овог села.
Школа у селу је почела са радом 1825. године и била средишна школа за седам околних села: Маове, Метковић, Грушић, Цуљковић, Радовашница, Липолист и Богосавац.
Школа је најпре радила у црквеној кући, а касније у згради бивше општинске суднице.
Први учитељи у Добрићу нису били за то школовани људи ни професионалци, већ калуђери и раскалуђери, занатлије и ислужени подофицири из Срема.
Године 1899. учитељ Јован Вуксановић ударио је темељ школе у средини села. Градња је трајала 11 година, па је школска зграда завршена 1900. године. Школа је имала две простране учионице и једну канцеларију.
Године 1947, сазидана је садашња осмогодишња окружна школа, а зидали су је мештани и немачки заробљеници.
Године 1912, мештани су основали Народну књижницу која је у то време бројала 38 чланова. Исте године основали су и певачко друштво „Поцерац"
Године [1932]., у селу је основан фудбалски клуб „Будућност“ који је најбоље резултате остварио седамдесетих година двадесетога века, а највише такмичарске резултате остварили су мештани у вишебоју, а у клупским такмичењима рвачки клуб „Младост“.

## Демографија
У насељу Добрић живи 962 пунолетна становника, а просечна старост становништва износи 41,1 година (40,0 код мушкараца и 42,2 код жена). У насељу има 369 домаћинстава, а просечан број чланова по домаћинству је 3,27.
Ово насеље је великим делом насељено Србима (према попису из 2002. године), а у последња три пописа, примећен је пад у броју становника.
|  |

| Демографија | Демографија | Демографија |
| Година      | Становника  | Становника  |
| ----------- | ----------- | ----------- |
| 1948.       | 1.375       |             |
| 1953.       | 1.469       |             |
| 1961.       | 1.460       |             |
| 1971.       | 1.385       |             |
| 1981.       | 1.375       |             |
| 1991.       | 1.265       | 1.245       |
| 2002.       | 1.205       | 1.232       |

| Етнички састав према попису из 2002.‍ | Етнички састав према попису из 2002.‍ | Етнички састав према попису из 2002.‍ | Етнички састав према попису из 2002.‍ | Етнички састав према попису из 2002.‍ |
| ------------------------------------ | ------------------------------------ | ------------------------------------ | ------------------------------------ | ------------------------------------ |
|                                      |                                      |                                      |                                      |                                      |
| Срби                                 | Срби                                 |                                      | 1.142                                | 94,77%                               |
| Роми                                 | Роми                                 |                                      | 35                                   | 2,90%                                |
| Хрвати                               | Хрвати                               |                                      | 12                                   | 0,99%                                |
| Југословени                          | Југословени                          |                                      | 1                                    | 0,08%                                |
| непознато                            | непознато                            |                                      | 10                                   | 0,82%                                |

| \| \| м \| \| \| ж \| \| ? \| 1 \| \| \| 4 \| \| 80+ \| 9 \| \| \| 14 \| \| 75—79 \| 13 \| \| \| 30 \| \| 70—74 \| 42 \| \| \| 37 \| \| 65—69 \| 41 \| \| \| 36 \| \| 60—64 \| 36 \| \| \| 35 \| \| 55—59 \| 32 \| \| \| 35 \| \| 50—54 \| 45 \| \| \| 47 \| \| 45—49 \| 50 \| \| \| 47 \| \| 40—44 \| 34 \| \| \| 30 \| \| 35—39 \| 59 \| \| \| 39 \| \| 30—34 \| 40 \| \| \| 36 \| \| 25—29 \| 49 \| \| \| 35 \| \| 20—24 \| 28 \| \| \| 29 \| \| 15—19 \| 38 \| \| \| 48 \| \| 10—14 \| 42 \| \| \| 29 \| \| 5—9 \| 41 \| \| \| 27 \| \| 0—4 \| 21 \| \| \| 26 \| \| Просек : \| 40,0 \| \| \| 42,2 \| |      |  |  |      |
| |      |  |  |      |
| | м    |  |  | ж    |
| ? | 1    |  |  | 4    |
| 80+ | 9    |  |  | 14   |
| 75—79 | 13   |  |  | 30   |
| 70—74 | 42   |  |  | 37   |
| 65—69 | 41   |  |  | 36   |
| 60—64 | 36   |  |  | 35   |
| 55—59 | 32   |  |  | 35   |
| 50—54 | 45   |  |  | 47   |
| 45—49 | 50   |  |  | 47   |
| 40—44 | 34   |  |  | 30   |
| 35—39 | 59   |  |  | 39   |
| 30—34 | 40   |  |  | 36   |
| 25—29 | 49   |  |  | 35   |
| 20—24 | 28   |  |  | 29   |
| 15—19 | 38   |  |  | 48   |
| 10—14 | 42   |  |  | 29   |
| 5—9 | 41   |  |  | 27   |
| 0—4 | 21   |  |  | 26   |
| Просек : | 40,0 |  |  | 42,2 |

| Година пописа     | 1948. | 1953. | 1961. | 1971. | 1981. | 1991. | 2002. |
| ----------------- | ----- | ----- | ----- | ----- | ----- | ----- | ----- |
| Број домаћинстава | 271   | 316   | 351   | 335   | 345   | 348   | 369   |

| Број чланова      | 1  | 2  | 3  | 4  | 5  | 6  | 7  | 8 | 9 | 10 и више | Просек |
| ----------------- | -- | -- | -- | -- | -- | -- | -- | - | - | --------- | ------ |
| Број домаћинстава | 69 | 85 | 63 | 63 | 40 | 30 | 11 | 6 | 1 | 1         | 3,27   |

| Пол    | Укупно | Неожењен/Неудата | Ожењен/Удата | Удовац/Удовица | Разведен/Разведена | Непознато |
| ------ | ------ | ---------------- | ------------ | -------------- | ------------------ | --------- |
| Мушки  | 517    | 173              | 294          | 33             | 15                 | 2         |
| Женски | 502    | 101              | 294          | 94             | 11                 | 2         |
| УКУПНО | 1.019  | 274              | 588          | 127            | 26                 | 4         |

| Пол    | Укупно                    | Пољопривреда, лов и шумарство | Рибарство                            | Вађење руде и камена | Прерађивачка индустрија       |
| ------ | ------------------------- | ----------------------------- | ------------------------------------ | -------------------- | ----------------------------- |
| Мушки  | 347                       | 238                           | 0                                    | 0                    | 28                            |
| Женски | 179                       | 132                           | 0                                    | 0                    | 9                             |
| Укупно | 526                       | 370                           | 0                                    | 0                    | 37                            |
|        |                           |                               |                                      |                      |                               |
| Пол    | Производња и снабдевање   | Грађевинарство                | Трговина                             | Хотели и ресторани   | Саобраћај, складиштење и везе |
| Мушки  | 3                         | 11                            | 13                                   | 2                    | 14                            |
| Женски | 0                         | 0                             | 11                                   | 2                    | 2                             |
| Укупно | 3                         | 11                            | 24                                   | 4                    | 16                            |
|        |                           |                               |                                      |                      |                               |
| Пол    | Финансијско посредовање   | Некретнине                    | Државна управа и одбрана             | Образовање           | Здравствени и социјални рад   |
| Мушки  | 1                         | 1                             | 5                                    | 2                    | 5                             |
| Женски | 2                         | 1                             | 2                                    | 8                    | 7                             |
| Укупно | 3                         | 2                             | 7                                    | 10                   | 12                            |
|        |                           |                               |                                      |                      |                               |
| Пол    | Остале услужне активности | Приватна домаћинства          | Екстериторијалне организације и тела | Непознато            | Непознато                     |
| Мушки  | 5                         | 0                             | 0                                    | 19                   | 19                            |
| Женски | 3                         | 0                             | 0                                    | 0                    | 0                             |
| Укупно | 8                         | 0                             | 0                                    | 19                   | 19                            |